# Oporów
Oporów è un comune rurale polacco del distretto di Kutno, nel voivodato di Łódź.
Ricopre una superficie di 67,7 km² e nel 2004 contava 2 804 abitanti.